# Acaulon recurvatum
Acaulon recurvatum är en bladmossart som beskrevs av Robert Earle Magill 1981 [1982. Acaulon recurvatum ingår i släktet pygmémossor, och familjen Pottiaceae. Inga underarter finns listade i Catalogue of Life.